# Каолін
Каолі́н — гірська порода, що складається переважно з каолініту, білого кольору. Від назви місцевості Каолін (англ. Gaoling District) у Китаї. Вживають також назву «каоліни», розуміючи під цим глинисті породи світлого кольору, що складені головним чином з каолініту.

## Склад і властивості
Формула: H4Al2Si2O9, або Al2O3 • 2SiO2 • 2H2O; головна складова частина звичайної глини.
Як домішки вміщує й інші глинисті мінерали — дикіт, накрит, галуазит, монтморилоніт, змішаношарові мінерали, а також опал, кристобаліт, тридиміт, частково розкладені зерна польових шпатів і інших мінералів. Значно частіше каолін містить різні домішки — кварцовий пісок, карбонати кальцію та магнію і звичайно буває забарвлений оксидами заліза в жовтий колір (жовта глина).
За вмістом кількості оксидів лужних металів (К2O, Na2O) каоліни поділяються на лужні й нормальні.

## Первинні і вторинні каоліни

Каолін у розкриві кар'єру. Янцівський гранітний кар'єр.

Розрізняють каолін залишковий (первинний), що залягає на місці свого утворення, і осадовий, перевідкладений (вторинний). Великі родовища залишкового каоліну приурочені до нижньомезозойської кори вивітрювання. Перевідкладений каолін залягає лінзами і пластами серед пісків.
Первинний каолін являє собою глинисті утворення, основою яких є мінерал каолініт. Крім каолініту до їх складу входять кварц, іноді мікроклін і гідрослюди.
У вигляді домішок в первинних каолінах утримується також епідот, хлорит, пірит, лімоніт, гіпс, кальцит, рутил, лейкоксен, анафаз, ільменіт, сфен, циркон, монацит, ксенотим, магнетит та інші.
Вміст каолініту і кварцу в первинних каолінах коливається від 15–20 % до 70–90 %. Вміст мікрокліну і гідрослюд в підошві каолінової товщі нерідко досягає 25–30 %, переважно ці два мінерала складають 2–3 %. Первинними каолінами вважаються породи, в яких каолініт утворився «in situ» і які є сировиною для одержання збагаченого каоліну. Головною характерною рисою їх є реліктові структури материнських порід.
Серед первинних каолінів найбільш розповсюджені гнейсові і гранітні різновидності, рідше зустрічаються пегматитові, аплітові, туфові, аркозові і сланцеві каолініти, які утворились на гнейсах, гранітах, іноді на пегматитах, аплітах, туфах, аркозах, сланцях. Каоліни на гранітах, мігматитах і гнейсах, пегматитах і аплітах залежно від вмісту в них лугу поділяються на нормальні (безлужні) і лужні. Встановлено, що лужні каоліни при вмісті К2О і Na2O більше 2 % є сировиною для одержання мікроклину. Нормальні каоліни мають високу вогнетривкість і дуже важко спікаються. Лужні каоліни навпаки спікаються при низькій температурі (1250–1350 °C).

## Родовища

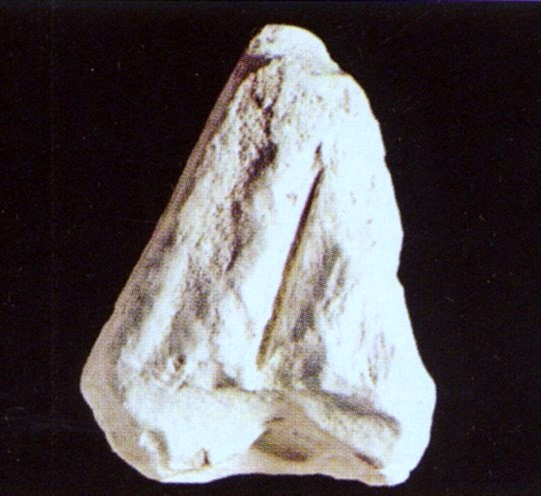
Каолін у Малій гірничій енциклопедії

Родовища чистого каоліну (білої глини) зустрічаються порівняно рідко.
Утворюється внаслідок вивітрювання або гідротермальної зміни слюдисто-полевошпатових порід (гранітоїдів, ґнейсів, сланців), пов'язаної з вулканізмом. Поклади каоліну розташовані поблизу поверхні, зазвичай розробляються відкритим способом з подальшим збагаченням мокрим або сухим способом (гравітаційними методами в класифікаторах, центрифугах, гідроциклонах). Значними запасами каолін володіють Чехія, Болгарія, Україна, Румунія, Польща, Угорщина, Узбекистан, США, Велика Британія. Ресурси каоліну в країнах Заходу оцінюються в 17 млрд т в тому числі в США 9 млрд т, Великій Британії 2 млрд т. У двох останніх країнах зосереджено близько 60 % усього світового виробництва каоліну.
На території України родовища каоліну є у Вінницькій, Житомирській (Немильня, Іванківці), Кіровоградській, Дніпропетровській (Просяна), Запорізькій, Сумській (Полошки), Закарпатській, Черкаській (Мурзинці) та Донецькій областях.
Відомий центр видобутку каоліну — місто Цзіндечжень в Китаї, що є відомим центром виробництва порцеляни з сивої давнини. Уява про китайську порцеляну в Європі сформована на виробах порцеляни майстерень Дзіньдечженя.

## Виробництво і міжнародна торгівля
Світове виробництво каоліну на початку XXI ст. становить 25 700 млн т. З них на частку Європи припадає 25 %, Азії та Океанії — 21 %, Півн. Америки — 37 %, Півд. Америки — 9 %, Африки — 5 %.
На початку ХХІ ст. Україна входить до першої десятки країн світу за обсягом видобування каоліну і щороку експортує 850–950 тис. т продукції на суму понад 50 млн. дол. США.
Обсяг міжнародної торгівлі каоліном наприкінці XX ст. — на початку XXI ст. становить приблизно 6 млн тонн на рік. З них 50–60 % припадає на торгівлю каоліном для виробництва паперу. Домінують на світовому ринку каолінів два вищезгаданих виробника — ІЧК і ДК. Західноєвропейський ринок останнім часом поглинав щорічно близько 1,5 млн тонн каоліну для крейдування паперу. При цьому щорічна потреба зростає на 3,5 %, а ціни — на 2 %. На цьому тлі спостерігається скорочення частки ринку ІЧК через виснаження запасів і ускладнення умов експлуатації родовища Сент Остель (Англія) і збільшення імпорту з США і Бразилії. Ціни при цьому стабілізувалися на рівні $ 150–180 за тонну і є мінімально прийнятними для американських і бразильських експортерів. Попит на каолін для крейдування особливо високоякісних сортів паперу задовольняється лише на 70 %. В результаті ціни на найкращі сорти каоліну такого призначення, в окремих випадках, досягають $ 400–450 за тонну. На думку експертів, в найближчі роки ціна на каолін буде зростати на 3–5 % щорічно. На цьому тлі прихід на європейський ринок нового європейського виробника, близького географічно, з конкурентоспроможним продуктом прогнозується як вельми сприятливий.

## Застосування у промисловості
Діапазон використання каолінів надзвичайно широкий: паперова продукція, керамічна (порцеляна, фаянс), електротехнічна (ізолятори), вогнетривка, алюмінієве виробництво, текстильна, кабельна, гумова, хімічна, миловарна, парфумерна продукція, виробництво олівців і мінеральних фарб, наповнювач в фармації.
Має високу вогнетривкість та низьку пластичність. Жовта глина служить сировиною керамічного і гончарного виробництва (палена цегла, дахова черепиця, дренажні і каналізаційні труби, горшки тощо). Після обпалення при 1200–1300 °С керамічні вироби втрачають здатність поглинати воду і мають відносно високу механічну міцність.
Чистий каолін іде на виготовлення порцелянових та фаянсових виробів, які обпалюють при 1300–1400 °С. Каолін застосовують як наповнювач у паперовій промисловості.
Каолін використовують керамічна, електротехнічна (ізолятори), промисловість вогнетривких виробів, паперова, кабельна, гумотехнічна, пластмасова, хімічна, парфумерна. У США всі види каолінової сировини виготовляються шляхом збагачення вторинного каоліну. Транспортування готової продукції може здійснюватися трубопроводами у вигляді пульпи, в контейнерах, бочках, мішках тощо. У США діє каолінопровід завдовжки 42 км, перетином 25,4 см від рудників Сандерсвілл (Вашингтон) до заводу в Гордоні (Джорджія).

## Застосування в косметології та медицині
Медична назва каоліну — «каолінова глина» або «біла глина». Біла глина — природний сорбент, виводить з організму токсини, запобігає багатьом захворюванням[яким?], сприяє схудненню і омолодженню[джерело?]. Також глина є джерелом кремнію. Цей елемент дуже важливий для нашого організму, тому що бере участь у метаболізмі понад 70 мінеральних солей і більшості вітамінів.
У медицині каолін широко використовують для профілактики і зміцнення здоров'я: очищення кишки, організму від шлаків, токсинів, вірусів, насичення макро- і мікроелементами[джерело?].
Каолін знайшов широке застосування в індустрії краси[джерело?].